# Tele (Schweizer Zeitschrift)
Tele (Eigenschreibweise: TELE) ist eine Schweizer Programmzeitschrift mit Sitz in Zürich. Sie wurde im Jahr 1967 von Hans Ringier gegründet, dem damaligen Geschäftsleiter des Schweizer Verlags Ringier.
Im Jahr 1978 wurde die Tele mit der Partner-Zeitschrift TV-Radio-Zeitung zusammengelegt, deren Auflage unter dem Konkurrenzdruck der Tele gesunken war. 2007 übernahm das schweizerische Medienunternehmen Jean Frey AG (seit 2024 Ringier Magazine AG) die Zeitschrift. Neben Tele zählen TV-Star, TV2 und TV vier zu den Programm-Medien der Ringier Magazine AG. Tele und TV-Star verleihen seit 2008 den Schweizer Fernsehpreis.